# Aura Maria Bravo
Aura Maria Bravo (née le 13 avril 1995) est une archère colombienne.

## Biographie
Bravo remporte son premier titre mondial en 2013 alors qu'elle remporte les épreuves de tir à l'arc par équipe femmes.

## Palmarès
- Championnats du monde[1]
  -  Médaille d'or à l'épreuve par équipe femme aux championnats du monde 2013 à Belek (avec Sara Lopez et Alejandra Usquiano).

- Coupe du monde[1]
  -  Médaille d'argent à l'épreuve par équipe femme à la coupe du monde 2014 de Medellín.
  -  Médaille d'or à l'épreuve par équipe femme à la coupe du monde 2015 de Medellín.
  -  Médaille d'or à l'épreuve par équipe femme à la coupe du monde 2016 de Medellín.

- Jeux d'Amérique centrale et des Caraïbes[1]
  -  Médaille d'argent à l'épreuve par équipe femme aux Jeux d'Amérique centrale et des Caraïbes de 2014.